# 1926 en dadaïsme et surréalisme
Pour l'année, voir 1926.
 Chronologie de dada et du surréalisme 
- 1922
- 1923
- 1924
- 1925
- 1926
- 1927
- 1928
- 1929
- 1930

Cet article présente les faits marquants de l'année 1926 en dadaïsme et surréalisme.

## Éphémérides

### Janvier
- À la suite d'un article de Maurice Martin du Gard calomniant Louis Aragon, ce dernier accompagné d'André Breton et de Paul Eluard font irruption aux bureaux de la La Nouvelle Revue française (NRF) qu'ils mettent à sac[1].

### Mars
- 26 mars
Ouverture de la Galerie Surréaliste avec exposition de tableaux de Man Ray et d'Objets des Îles. Mouvement divers du public devant une statue Océanienne exposée en vitrine, jugée indécente[2].

- Georges Bataille, Fatrasies : « Poèmes du XIIIe siècle dont le principe est de n'avoir pas l'ombre de sens. »[3]

### Avril
- 26 avril
Robert Desnos reprend l'atelier d'André Masson, au 45, rue Blomet (Paris, 15e ardt)[4].

### Mai
- 18 mai
Louis Aragon et André Breton protestent contre la représentation du ballet Roméo et Juliette (musique de Sergueï Prokofiev, décors de Max Ernst & Joan Miró) donné par les Ballets russes que dirige le « Russe blanc » Serge de Diaghilev[5].

- À Jean Paulhan qui désire publier les surréalistes dans la NRF, Antonin Artaud répond : « Il n'y a plus à compter sur les surréalistes. Ils n'accepteront jamais de contrôle sur leurs textes. »
André Breton trouve infiniment dérisoire cette proposition de figurer dans une revue en promiscuité avec ce Albert (Thibaudet) des Chroniques, un roman de Jacques de (Lacretelle) quelconque, et des notes des uns et des autres en surnombre[6].

- Adhésion de Paul Eluard au Parti communiste français[7].

- Robert Desnos, C'est les bottes de sept lieues cette phrase « Je me vois », avec quatre eaux-fortes d'André Masson aux éditions de la Galerie Simon[8].

### Juin
- 15 juin
Robert Desnos, Poèmes à la mystérieuse, dédiés à la chanteuse Yvonne George et illustrés par une œuvre d'Yves Tanguy et
L'Anneau d'invisibilité, huile, crayon et collage[9]

### Septembre
- 8 septembre
Paul Eluard, Capitale de la douleur[7]

- 30 septembre
André Breton, Légitime défense, réponse au texte de Pierre Naville La Révolution et les intellectuels dans lequel Naville somme les surréalistes d'abandonner leurs jeux idéalistes[10].

- Antonin Artaud, Roger Vitrac et Robert Aron fondent le Théâtre Alfred Jarry avec l'aide matériel du Docteur René Allendy[11].

### Octobre
- 4 octobre

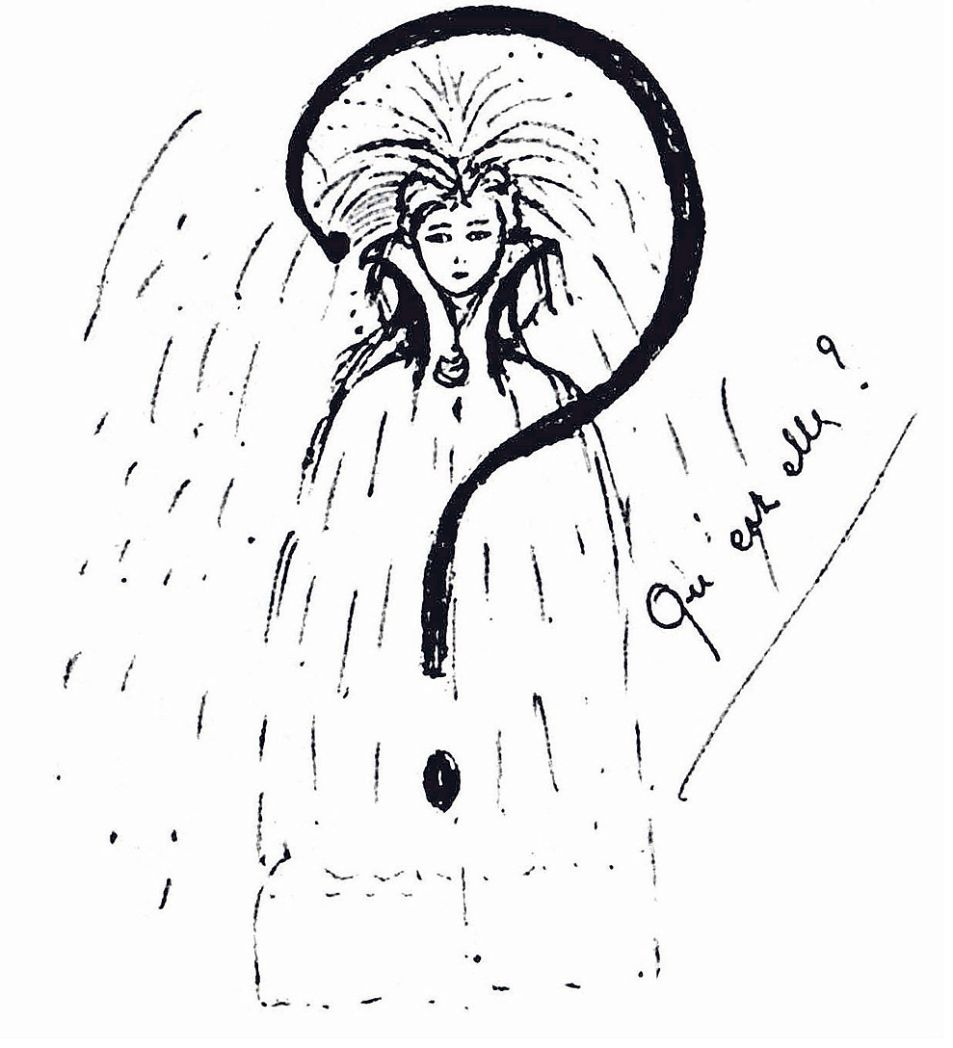
Qui est elle ?, Nadja

André Breton rencontre Nadja[12].

- 6 octobre
E. L. T. Mesens et René Magritte rejoignent Paul Nougé, Marcel Lecomte et Camille Goemans pour former le groupe surréaliste de Bruxelles. Ce groupe marque sa naissance en perturbant une séance de théâtre organisée par le groupe de «constructivistes» rassemblé autour de la revue 7 Arts[13].

### Novembre
- 1er novembre
Le numéro 158 de la NRF publie des extraits du Manifeste du Théâtre Alfred Jarry d'Antonin Artaud[réf. nécessaire]

- 23 novembre
Début de réunions du groupe surréaliste parisien autour de la question de l'adhésion au Parti communiste français. À l'issue de ces réunions, les exclusions d'Antonin Artaud, soupçonné d'être tenté par le mysticisme, de Philippe Soupault et de Roger Vitrac sont prononcées[7].

- Le groupe de Bruxelles manifeste contre la représentation de la pièce de Jean Cocteau, Les Mariés de la tour Eiffel. Cette action est précédée de la publication d'un tract dans lequel le groupe use pour la première fois du mot « surréaliste »[14].

### Décembre
- 12 décembre
Paul Eluard, Les Dessous d'une vie ou la pyramide, avec en frontispice un portrait d'Eluard et de Gala par Max Ernst[15].

- Yves Tanguy, Les Animaux perdus, huile-collage illustrant La Société des Nations et Le Congrès eucharistique de Chicago, poèmes de Michel Leiris[16].

- Parution à Budapest du premier numéro du la revue d'art d'avant-garde Dokumentum fondée par le poète Lajos Kassák, où sont publiés des textes surréalistes dont des poèmes de Paul Eluard[17].

### Cette année-là

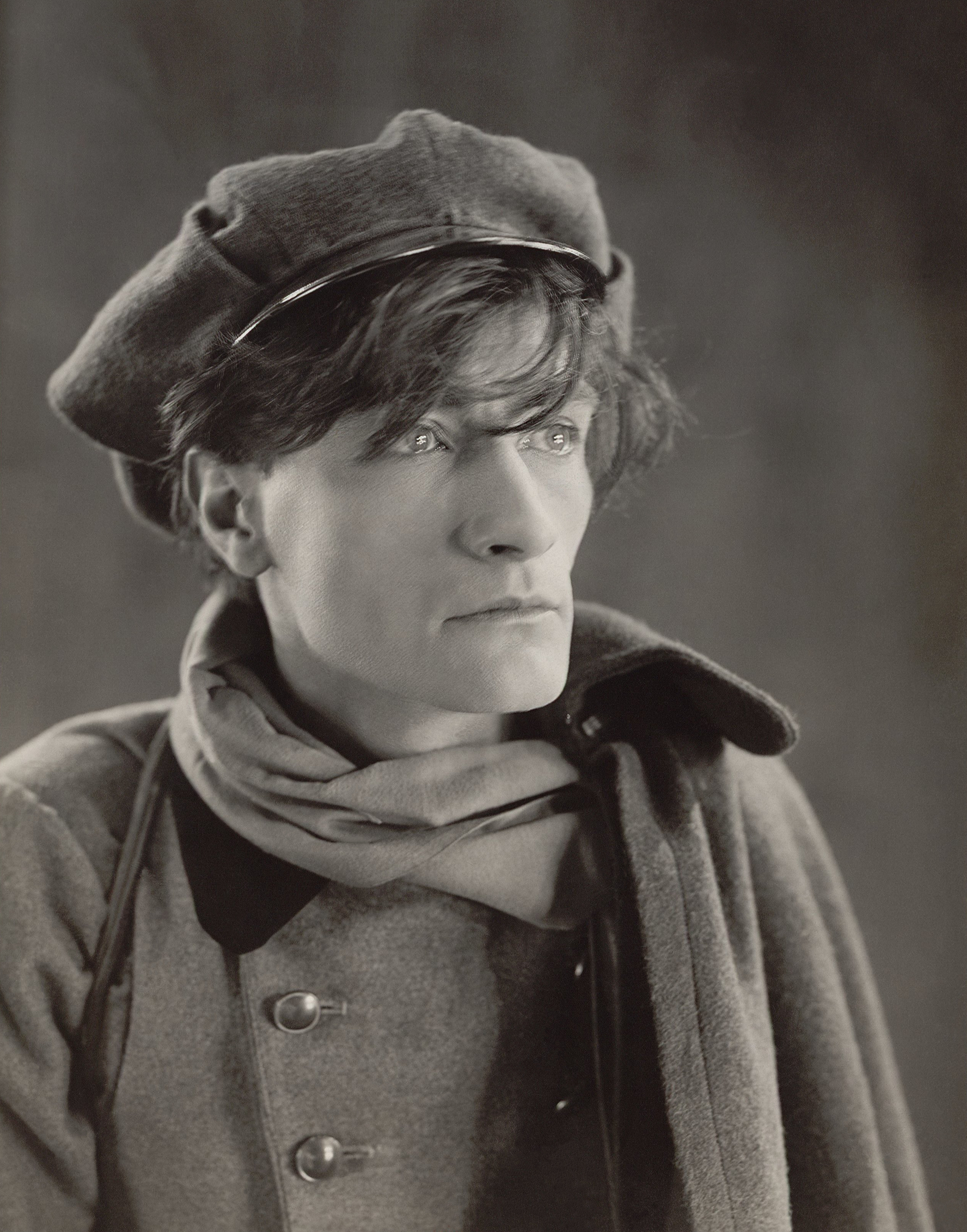
Antonin Artaud dans Le Juif errant de Luitz-Morat

- Yvan Goll présente au théâtre des Champs-Élysées, à Paris, un récital de « danses surréalistes » avec la danseuse et actrice allemande, célèbre à son époque, Valeska Gert. Les surréalistes chahutent le spectacle qui se termine par un pugilat général[18].

- Adhésion de Benjamin Péret au Parti communiste français[19].

- Salvador Dalí arrive à Paris et rencontre Pablo Picasso[réf. nécessaire]

- Le peintre anglais Stanley William Hayter fonde à Paris l' Atelier 17 destinée à la gravure[réf. nécessaire]

- Pierre Naville, Que peuvent faire les surréalistes ? : « Les scandales moraux suscités par le surréalisme ne supposent pas forcément un bouleversement des valeurs intellectuelles et sociales ; la bourgeoisie ne les craint pas. Elle les absorbe facilement. Même les violentes attaques des surréalistes contre le patriotisme ont pris l'allure d'un scandale moral. Ces sortes de scandales n'empêchent pas de conserver la tête de la hiérarchie intellectuelle dans une république bourgeoise... »[réf. nécessaire]

- Le peintre tchécoslovaque Jindřich Štyrský tente une synthèse le cubisme et le surréalisme en inventant l'artificialisme[réf. nécessaire]

- Parution à Lima (Pérou) du premier numéro de la revue Amauta créée par José Carlos Mariátegui et ouverte aux poètes surréalistes péruviens et français[20].

- En Belgique, parution du premier numéro de la revue Marie sous-titré Journal bimensuel pour la belle jeunesse, sous la direction de E. L. T. Messens[21].

### Œuvres
- Louis Aragon
  - Le Paysan de Paris, récit[22]
- Jean Arp

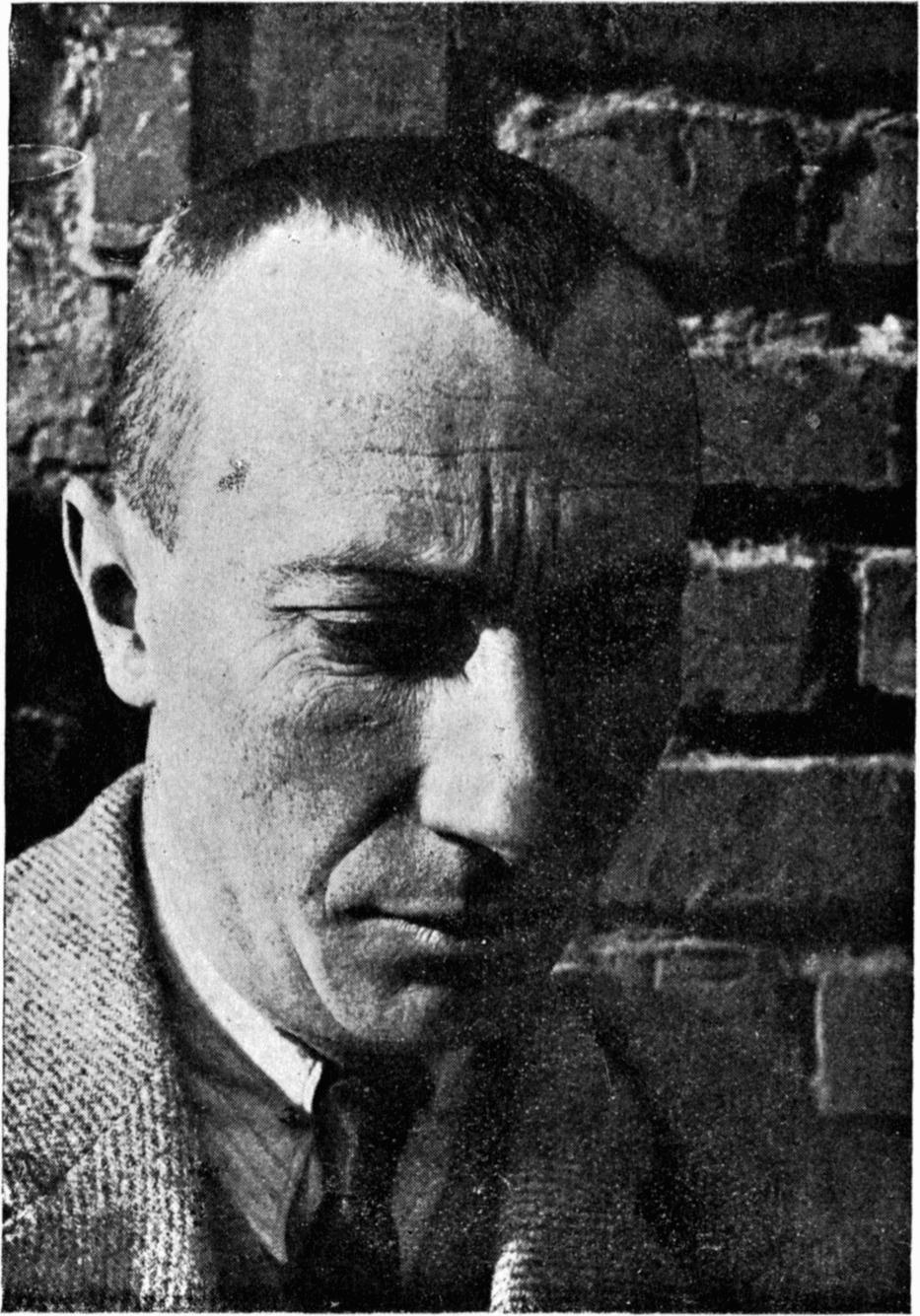
Jean Arp, en 1925 ou 1926

  - Plastron, fourchette et nombril, bois découpés, peints et collés[23]
- Georges Bataille
  - Fatrasies, traduction de poèmes du XIIIe siècle dont le principe est de n’avoir pas l’ombre de sens. Breton  : « C’est ce qu’il y a de plus beau. »[24]
« Portant une porte / Sans une vieille bossue / Qui alla criant : « A! hors » / Le cri d'une caille morte / Les aurait pris à grand peine / Sous un chapeau de feutre. »
- André Breton
  - Légitime défense, essai, éditions Surréalistes, achevé d'imprimer le 30 septembre[25] : « Je dis que la flamme révolutionnaire brûle où elle veut et qu'il n'appartient pas à un petit nombre d'hommes, dans la période d'attente que nous vivons, de décréter que c'est ici ou là seulement qu'elle peut brûler [...] Dans le domaine des faits, de notre part nulle équivoque : il n'est personne de nous qui ne souhaite le passage du pouvoir des mains de la bourgeoisie à celles du prolétariat. En attendant, il n'en est pas moins nécessaire que les expériences de la vie intérieure se poursuivent et cela, bien entendu, sans contrôle extérieur, même marxiste [...] Écrire, je veux dire écrire si difficilement, et non pour séduire, et non, au sens où l'on entend d'ordinaire, pour vivre, mais, semble-t-il tout au plus pour se suffire moralement et faute de pouvoir rester sourd à un appel singulier et inlassable, écrire ainsi n'est jouer ni tricher, que je sache. »
- Franciska Clausen
  - Fisken (Désir de grossesse, huile sur toile[26]
- René Crevel
  - La Mort difficile, roman[27] : « On se suicide beaucoup dans la famille Blok et le suicide c'est comme les cheveux poil-de-carotte. Quand c'est dans la famille ça n'en sort plus. Le mieux qu'on puisse espérer c'est que ça saute une génération ou deux. »
- Salvador Dalí
  - Figures couchées sur le sable, huile sur bois[28]
- Robert Desnos
  - C'est les bottes de sept lieues cette phrase « Je me vois » , avec quatre eaux-fortes d'André Masson[8]
  - Poèmes à la mystérieuse : « Dans la nuit, il y a les étoiles et le mouvement ténébreux de la mer, des fleuves, des forêts, des villes, des herbes, des poumons de millions et millions d'être. Dans la nuit il y a les merveilles du monde. Dans la nuit, il n'y a pas d'anges gardiens mais il y a le sommeil. Dans la nuit il y a toi. Dans le jour aussi. »[8]
- Marcel Duchamp, Man Ray & Marc Allégret
  - Anemic cinema, court métrage de 7 minutes, 35 mm, noir et blanc, muet[29]
- Signature autographe de Paul Eluard
  - Capitale de la douleur, poèmes[30]

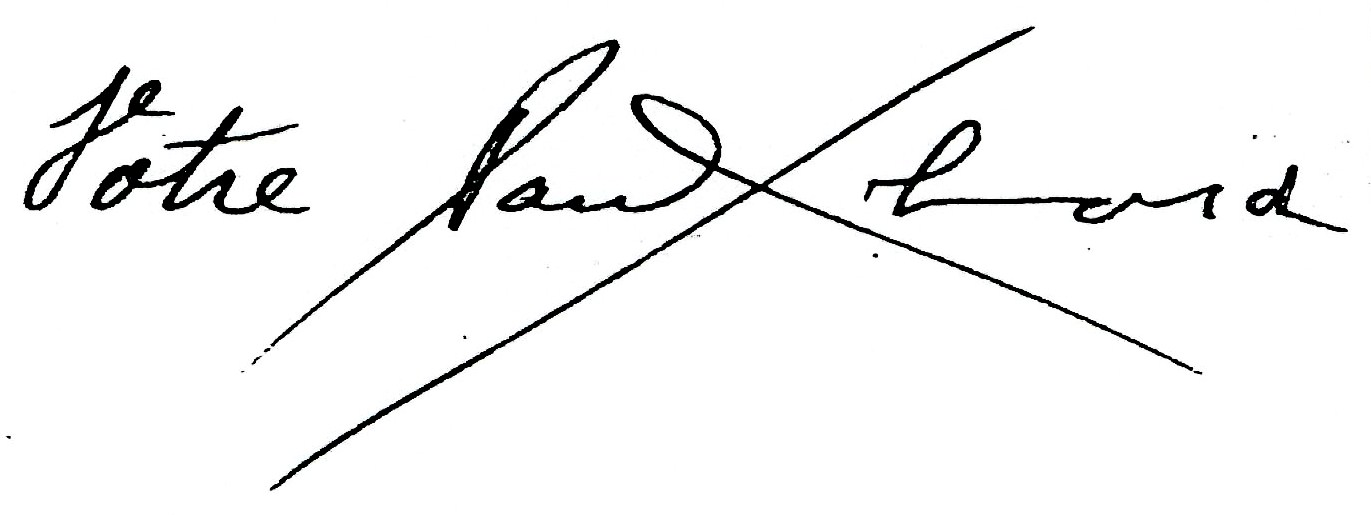
Signature autographe de Paul Eluard

  - Les Dessous d'une vie ou la pyramide, avec en frontispice un portrait d'Éluard et de Gala par Max Ernst
- Max Ernst
  - Deux jeunes filles nues, huile sur toile
  - Le Grand amoureux I, huile sur toile[31]
  - Perturbation, ma sœur, huile sur toile[32]
  - Histoire naturelle, recueil des frottages créés depuis l'été de 1925[33] : « Frappé par l'obsession qu'exerçait sur mon regard irrité le plancher [de ma chambre d'hôtel] dont mille ravages avaient accentué les rainures, je me décidai à interroger le symbolisme et de cette obsession, et, pour venir en aide à mes facultés méditatives et hallucinatoires, je tirai des planches une série de dessins en posant sur elles au hasard des feuilles de papier que j'entrepris de frotter à la mine de plomb. Je fus surpris de l'intensification subite de mes facultés visionnaires. » La préface est de Jean Arp.
- Alberto Giacometti
  - Le Couple, plâtre[34]
  - La Femme cuillère, sculpture[35]
- George Grosz
  - Les Soutiens de la société, huile sur toile[36]
- Frida Kahlo
  - Autoportrait en robe de velours
- Michel Leiris
  - Le Congrès eucharistique de Chicago
  - La Société des Nations, poèmes
- René Magritte
  - L'Âge des merveilles, huile sur toile[37]
  - L'Arbre savant, huile sur toile[38]
  - L'Assassin menacé, huile sur toile[39]
  - Les Épaves de l'ombre, huile sur toile[40]
  - Great journeys, huile sur toile[41]
  - Il ne parle pas, huile sur toile[42]
  - Le Jockey perdu, collage, aquarelle, encre de Chine, crayon[43]
- Georges Malkine
  - La Nuit de l'amour, peinture[44]
- André Masson
  - Bataille de poissons, huile sur toile
  - La Métamorphose des amants, huile sur toile[45]

- E. L. T. Mesens

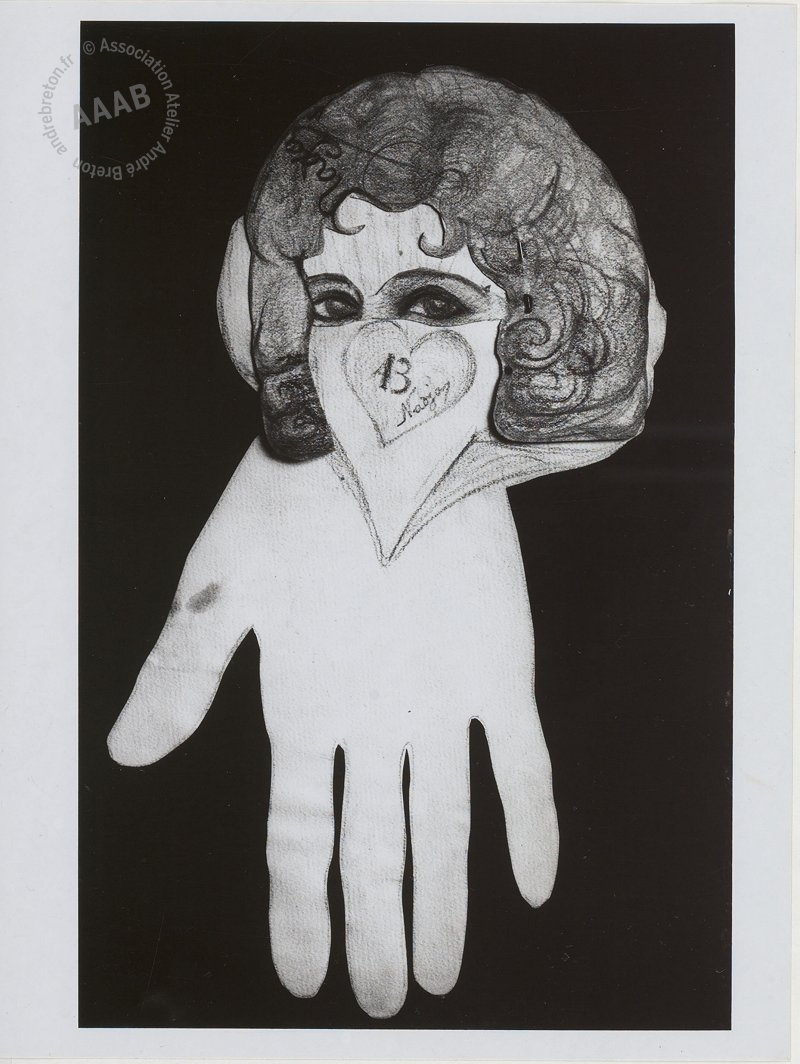
Nadja : Autoportrait

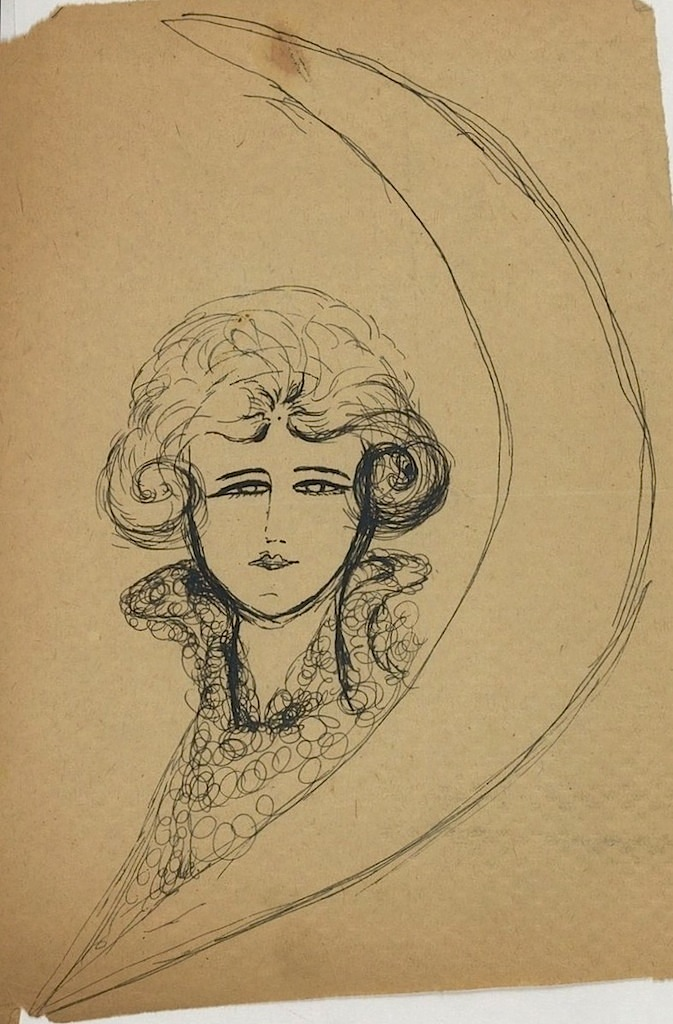
Nadja, Autoportrait

  - La Lumière déconcertante, collage[46]
  - Masque de veuve pour la valse, collage[46]
- Joan Miró
  - Le Fou du roi, huile sur toile[47]
  - Main attrapant un oiseau, huile sur toile[48]
  - Nu, huile sur toile[49]
  - Personnage lançant une pierre à un oiseau, huile sur toile[50]
  - Portrait ombre, huile sur toile[51]
- Nadja
  - Autoportrait, crayon sur papier et collage
  - L'Enchantement, aquarelle sur papier[52]
- Valentine Penrose
  - Imagerie d'Épinal, poèmes[53]
- Francis Picabia
  -  La Femme au monocle , huile, Ripolin et crayon sur carton[54]
  - Vase aux fleurs, Ripolin et collage sur toile[55]
- Pablo Picasso
  - Composition, encre sur papier[56]
  - Femme dans un fauteuil
  - Guitare, collage de toile, de bois, de cordes et de clous[57]

- Man Ray

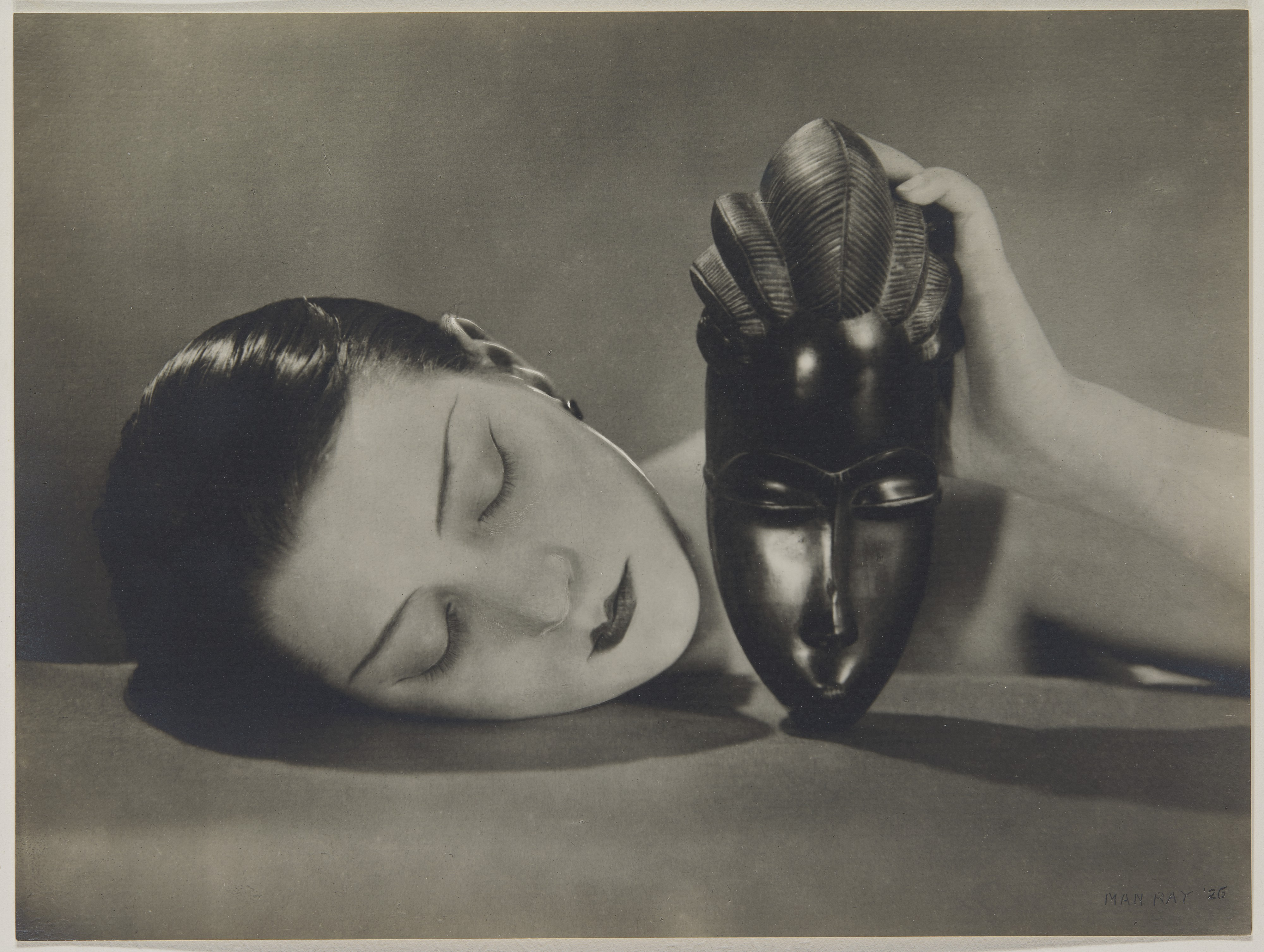
Man Ray, Noire et Blanche, modèle Kiki

  - Emak Bakia, court-métrage 17 min dans lequel Kiki Picasso montre des yeux ouverts peints sur ses paupières closes[58]
  - Fisherman's idol (L'Idole du pêcheur), objet[59]
  - Noir et blanche, épreuve aux sels d'argent[60]
  - Revolving doors, pochoirs reproduisant des collages de 1916 et 1917, Éditions Surréalistes à Paris[61]
- Philippe Soupault
  - Georgia
- Yves Tanguy
  - Fantômas, huile sur bois avec collage de carton et de coton[62]
  - Genèse, huile sur toile[63]
  - Je suis venu comme j'avais promis, Adieu, huile sur toile[64]
  - L'Orage, huile sur toile[65]
  - Peur, huile sur toile[66]
- Roger Vitrac
  - Connaissance de la mort